# Ágústa Edda Björnsdóttir
Ágústa Edda Björnsdóttir (* 15. März 1977 in Reykjavík) ist eine isländische Radsportlerin und ehemalige Handballspielerin.

## Sportlicher Werdegang
Von Kindesbeinen an war Ágústa Edda Björnsdóttir sportlich aktiv; sie betrieb Turnen und Handball. Nachdem die Rückraumspielerin für Gróttu/KR gespielt hatte, lief sie von 2003 bis 2012 für Valur Reykjavík und anschließend eine Saison für UMF Stjarnan auf. Mit Valur gewann sie in den Jahren 2010, 2011 und 2012 die isländische Meisterschaft sowie 2012 den isländischen Pokal. Bis 2013 trat sie 62 Mal für die isländische Nationalmannschaft an, und sie war als Trainerin der Junioren von Valur tätig. Wegen einer Knieverletzung musste sie längere Zeit pausieren, bis sie sich 2015 nach einem kurzen Comeback für Valur Reykjavík endgültig aus dem aktiven Handball zurückzog. Sie beschloss, in den Radsport zu wechseln.
2016, im Alter von 39 Jahren, wurde Ágústa Edda isländische Meisterin im Cyclocross, im Jahr darauf erstmals isländische Meisterin im Einzelzeitfahren. 2019 und 2020 gewann sie beide Titel auf der Straße, 2021 wurde sie erneut isländische Zeitfahrmeisterin. 2019 war sie die erste Isländerin, die bei UCI-Straßen-Weltmeisterschaften startete, und bei den UCI-Straßen-Weltmeisterschaften 2021 errang sie mit Rang 37 im Zeitfahren ihre bis dahin beste Platzierung bei einer WM.

## Ehrungen
Bis 2020 wurde Ágústa Edda vier Mal in Folge isländische Radsportlerin des Jahres.

## Erfolge

### Straße
2017
- Isländische Meisterin – Einzelzeitfahren

2018
- Isländische Meisterin – Straßenrennen

2019
- Isländische Meisterin – Einzelzeitfahren, Straßenrennen

2020
- Isländische Meisterin – Einzelzeitfahren, Straßenrennen

2021
- Isländische Meisterin – Einzelzeitfahren

### Cyclocross
2016
- Isländische Meisterin

2018
- Isländische Meisterin